# Piccoli omicidi (film)
Piccoli omicidi (Little Murders) è un film del 1971 diretto da Alan Arkin, che ha anche un piccolo ruolo.
Il film nasce da una commedia nera presentata da Jules Feiffer nel 1967 a New York, dove però ebbe soltanto sette repliche. Molto più successo ebbe a Londra, dove fu rappresentata all'Aldwych Theatre. Feiffer la ripresentò allora a New York, due anni dopo, con un cast che comprendeva Linda Lavin, Vincent Gardenia, Elliott Gould, Donald Sutherland e David Steinberg, e in seguito Gould ne acquistò i diritti coproducendo il film con Jack Brodsky. Feiffer ne scrisse la sceneggiatura, con qualche integrazione.

## Trama
Patsy, giovane arredatrice "normale" (e normalmente autoritaria) si innamora di Alfred, fotografo pacifista e apparentemente apatico, decide di farsi sposare e ci riesce. Il matrimonio tra i due - caratterialmente ed esistenzialmente agli antipodi - dopo un inizio confusissimo sembra avviato a funzionare, ma la ragazza viene uccisa da uno sconosciuto e senza alcun movente, tra le braccia del neomarito.
Dopo l'iniziale sconvolgimento (memorabile la scena in cui Alfred, sconvolto e tutto coperto di sangue, si infila nella metropolitana e nessuno lo degna di uno sguardo), il giovanotto constata l'indifferenza del mondo alle proprie disgrazie, e anche la propria indifferenza ai suoi precedenti interessi, compra un fucile e va a casa dei genitori di Patsy, la cui famiglia (padre, madre e figlio di incerta identità, ognuno stranito a suo modo) dà almeno segno di riconoscerlo.
Il fucile desta l'entusiasmo di tutti i maschi presenti, che sembrano finalmente trovare una dimensione collettiva e un rapporto con la realtà, e si mettono allegramente a sparare ai passanti dalla finestra.

## Critica
Paolo Mereghetti (1993): **½
«L'umorismo assurdo e pungente appare un po' costretto dall'impianto teatrale [...] un valido tentativo di rinnovare la commedia hollywoodiana.»